# Juan Gasparini
 (août 2016).
Juan Gaspari (né en 1949 à Azul, dans la province de Buenos Aires, en Argentine) est un écrivain et journaliste.

## Biographie
En septembre 2010, il est invité à comparaître devant la Cour fédérale 5 en tant que victime et témoin des violations des droits de l'homme perpétrées par les militaires et les civils de l'ESMA pendant la dictature. 

## Publications

### En Argentine
- La Pista Suiza (1986) Buenos Aires, Lectorum Pubns Inc.  (ISBN 950-600-080-8)
- Montoneros: Final De Cuentas, Buenos Aires, Puntosur Editores, (1988).  (ISBN 950-9889-19-9)
- La Injusticia Federal: El Ocultamiento de los Jueces y la historia negra de la SIDE en los sobornos del Senado (2005) Buenos Aires: Edhasa  (ISBN 950-9009-31-8)
- La Fuga del Brujo: Historia criminal de José López Rega (2005) Buenos Aires: Norma  (ISBN 987-545-229-7)
- Manuscrito de un desaparecido en la ESMA. El libro de Jorge Caffatti (2006) Buenos Aires: Norma  (ISBN 987-545-378-1)
- El Crimen De Graiver (1990) Europa: Zeta  (ISBN 950-699-025-5) réédité en 2007 sous le titre David Graiver: El Banquero De Los Montoneros Norma  (ISBN 987-545-419-2)
- El pacto Menem+Kirchner (2009) Buenos Aires: Sudamericana  (ISBN 978-950-07-3051-8)[2]

### En Espagne
- Después de la tormenta, las claves de la posguerra (1991), ouvrage collectif après la première guerre du Golfe ;
- Roldán-Paesa, la conexión suiza (1997), corruption en Espagne et en Suisse; postface à l’édition espagnole de L’or nazi (1997), livre de Jean Ziegler, contribution sur les réseaux de blanchiment d’argent sale de la dictature nazie en Espagne, au Portugal et en Argentine; España: Akal  (ISBN 84-460-0817-3)
- Borges: la posesión póstuma (2000), les derniers jours de l’écrivain argentin Jorge Luis Borges à Genève, España: Softcover, Foca Ediciones y Distribuciones  (ISBN 84-95440-10-5)
- Mujeres de dictadores (2002), portraits des femmes d’Augusto Pinochet, d’Fidel Castro, d’Alberto Fujimori, d’Ferdinand Marcos, d’Jorge Videla et d’Slobodan Milosevic), ces deux derniers étant distribués également en Amérique latine. Mexico: Océano  (ISBN 84-8307-497-4)
- Coauteur, avec Norberto Bermúdez de El testigo secreto (Argentine-Espagne, 1999), sur le juge espagnol Baltasar Garzón; España: Javier Vergara Editor  (ISBN 950-15-1988-0) et de
- La prueba (2001), corruption en Argentine; España: Javier Vergara Editor  (ISBN 950-15-2252-0)
- La delgada línea blanca (2000) avec Rodrigo de Castro. Europa: Ediciones B, Grupo Zeta  (ISBN 950-15-2221-0)

### En français
- Borges: la posesión póstuma, les derniers jours de l’écrivain argentin Jorge Luis Borges à Genève, traduit en français par les Éditions Timéli de Genève en 2006

## Prix littéraires
- Prix Rodolfo Walsh de littérature de non fiction (2001)

Dans le concours Semana Negra de Gijón, en Espagne, avec Rodrigo de Castro, pour La delgada línea blanca, enquête sur la dictature de Pinochet au Chili et ses liens avec l’Argentine
- Prix Nicolas Bouvier de presse écrite (2007)

Dans le concours du 10e anniversaire du Club Suisse de la Presse à Genève, avec Carole Vann, pour les enquêtes journalistiques sur les dénonciations confidentielles aux Nations unies des violations des droits de l’homme en Iran et en Ouzbékistan, en français et en anglais, dans le site web Tribune des Droits Humaines et dans le journaux Le Temps et Le Courrier.